# A.W. Sandberg
Anders Wilhelm William Sandberg, känd som A.W. Sandberg, född 22 maj 1887 i Viborg, död 27 mars 1938 i Bad Nauheim, Hessen, Tyskland, var en dansk regissör och manusförfattare.

## Biografi
Sandberg var son till Otto Carl Sandberg och dennes hustru Anna Mathilde Wilian. A. W. Sandberg var 1904–1908 bokhandlarlärling. Mellan 1907 och 1913 arbetade han som pressfotograf för Verdensspejlet. År 1913 var han fotograf hos Dansk Biografkompani och blev 1914 anställd som fotograf och regissör vid Nordisk Film. Till en början regisserade han komedier, men kom senare att inrikta sig mot spänningsfilm, bland annat i den fem filmer långa filmserien Manden med de ni fingre. Han fick sitt genombrott 1916 med filmen Klovnen som blev en publikmässig och internationell succé. Med filmen banade Sandberg vägen för att få regissera ytterligare storfilmer. Åren 1918–1926 var han Nordisk Films ledande regissör. Mellan 1917 och 1924 regisserade han fem filmer baserade på Charles Dickens verk. År 1926 gjorde han en nyinspelning av Klovnen, denna gången med Gösta Ekman och Karina Bell i huvudrollerna. Filmen kom att bli hans största framgång.
Mellan 1921 och 1927 var han ledare för Nordisk Films upptagningsteater. Han lämnade därefter Nordisk Film för att kort därefter resa till Berlin där han 1927 regisserade film för First Nationals dotterbolag Defu och 1928 för Terrafilm. År 1929 reste han till Paris och gjorde där ytterligare en film för Terra. I början av 1930-talet återvände till Danmark där gjorde ytterligare tre spelfilmer. De sista åren regisserade han även kortfilm och utmärkte sig också som filmskribent med ett hundratal skrivna krönikor åren 1935–1938.
Sandberg avled 1938 under ett rekreationsuppehåll i Tyskland. Han var gift tre gånger: 1911–1916 med skådespelaren Karen Caspersen, 1916–? med skådespelaren Eli Thaulow och tredje gången från 1935 med den tyska skådespelaren Ruth Helweg Jacobsen.

## Filmografi (urval)
- 1912 – De uheldige friere
- 1916 – Katastrofen i Kattegat
- 1916 – Den skønne Evelyn
- 1917 – Klovnen
- 1918 – En kunstners kærlighed
- 1920 – Kærlighedsvalsen
- 1922 – David Copperfield
- 1924 – Lille Dorrit
- 1926 – Klovnen
- 1928 – Ett revolutionsbröllop

## Teater

### Regi
| År   | Produktion                            | Upphovsmän                                                | Teater      |
| ---- | ------------------------------------- | --------------------------------------------------------- | ----------- |
| 1932 | Värdshuset Vita hästen Im weißen Rößl | Hans Müller och Ralph Benatzky Översättning Ester Åkesson | Vasateatern |